# 팀 하리칼라
티머시 앨런 하리칼라(Timothy Allan Harikkala, 1971년 7월 15일 - )은 전 KBO 리그 삼성 라이온즈와 LG 트윈스의 외국인 투수며, KBO 리그 최초의 핀란드계 미국인 선수이다.

## 선수 경력

### MLB 시절
1995년 5월 27일 시애틀 매리너스의 투수로 메이저 리그에 데뷔했다. 이후 보스턴 레드삭스와 콜로라도 로키스, 오클랜드 어슬레틱스를 거쳤다.

### KBO 리그 시절
2005년 7월 투수 루서 해크먼의 대체 선수로 삼성 라이온즈에 입단했다. 2005년 3승 2패 평균자책 3.71을 기록했고, 2005년 한국시리즈에서 2승을 거두었다. 2006년 23경기에 등판하여 12승 7패, 평균 자책 3.33을 기록했지만 그 해 잦은 부상 등으로 심한 기복을 보여 그 해 말 케니 레이번을 영입하려던 삼성 라이온즈와 재계약에 실패했다. 2006년 12월 LG 트윈스로 팀을 옮겼으나 6승 8패로 부진하여 2007년 7월 12일 LG 트윈스에서 웨이버 공시되었고 그를 대신하여 크리스 옥스프링이 입단했다. 미국으로 돌아간 후 콜로라도 로키스와 계약했다.